# Heinkel HE 9
Хейнкель HE 9 (нем. Heinkel HE  9)— немецкий гидросамолёт-разведчик, построен в 1928 году, имел двигатель BMW VIa в 660 л. с.

## Рекорды
- 21 мая 1929 года на нём были установлены несколько мировых рекордов для гидросамолётов, в том числе рекорд скорости в 231 км/ч на 500-км участке с грузом 1000 кг.
- 10 июня 1929 года на самолёте HE 9 установили рекорд скорости на 1000-км маршруте с грузом 1000 кг.[1]

## Лётно-технические характеристики
| Модификация                 | HE 9         |
| Размах крыла, м             | 16,80        |
| Длина, м                    | 11,60        |
| Высота, м                   | 4,56         |
| Площадь крыла, м2           | 47,50        |
| Масса, кг                   |              |
| пустого самолёта            | 2380         |
| нормальная взлётная         | 3000         |
| Тип двигателя               | 1 ПД BMW VIa |
| Мощность, л. с.             | 1 х 660      |
| Максимальная скорость, км/ч | 253          |
| Крейсерская скорость, км/ч  | 200          |
| Практическая дальность, км  | 860          |
| Скороподъемность, м/мин     | 474          |
| Практический потолок, м     | 5900         |
| Экипаж, чел                 | 2-3          |